# سرگی کارامچاکوف
سرگی کارامچاکوف (انگلیسی: Sergey Karamchakov; ۲۶ اوت ۱۹۶۲ – ۱ ژانویهٔ ۱۹۹۳) کشتی‌گیر اهل اتحاد جماهیر شوروی سوسیالیستی بود.